# Bong Joon-ho
Bong Joon-ho (Daegu, 14 de septiembre de 1969) es un director de cine y guionista surcoreano. Entre sus trabajos cinematográficos figuran Memorias de un asesino (2003), la película de monstruos The Host (2006), la película de ciencia ficción Snowpiercer (2013) y la ganadora del Óscar a Mejor Película, Parásitos (2019).
En 2017, Metacritic lo clasificó en el puesto 13 de su lista de los 25 mejores directores de cine del siglo XXI. Sus películas presentan temas incómodos, humor negro y cambios repentinos de humor.

## Biografía
Decidió convertirse en cineasta mientras cursaba la escuela media, quizás influenciado por una familia artística (su padre fue diseñador y su abuelo un notable autor). Se recibió en sociología en la Universidad Yonsei a finales de 1989 y fue miembro del cineclub que había allí. Por aquel entonces le gustaban Edward Yang, Hou Hsiao-hsien y Shōhei Imamura. A comienzos de 1990 completó un programa de dos años en la Academia Coreana de Artes Fílmicas. Mientras estaba allí hizo muchos cortos de 16 mm (milímetros) y su trabajo de graduación «Recuerdo en el Cuadro e incoherencia» fue convocado a proyectarse en los festivales internacionales de cine de Vancouver y Hong Kong.
En 1994, dirigió el corto Gente Blanca. Su primer largometraje, Barking Dogs Never Bite, parte comedia y parte cruel sátira social, fue lanzado alcanzando bajos números de taquilla. Su siguiente film del 2003 Memorias de un asesino, basado en el primer asesino en serie conocido en la historia del país, alcanzaron éxito comercial y de crítica. Su film del 2006 The Host fue un gran éxito tanto en su país (es el film surcoreano de mayor recaudación hasta la fecha) como internacionalmente, con aceptación crítica tras su proyección no competitiva en el Festival de Cine de Cannes.
En 2008, participó en la película ómnibus Tokyo! (segmento «Sacudiendo Tokyo») con Michel Gondry y Leos Carax.
En 2008, realizó Madeo, la historia de una complaciente madre que lucha para salvar a su hijo discapacitado de una acusación de asesinato. Se estrenó en la sección Un Certain Regard del Festival de Cannes de 2009. En 2013, realizó Snowpiercer, una adaptación de la novela gráfica francesa Le Transperceneige.
En 2011, Bong fue miembro del Jurado de Drama Mundial en el Festival de Cine de Sundance y jurado principal de la sección Caméra d'or del Festival de Cannes.
Compitió en el Festival de Cannes de 2017 con Okja y en el de 2019 con Gisaengchung (Parásitos), que ganó la Palma de Oro, con lo que se convirtió en el primer director coreano en ganar este premio.
Con Gisaengchung, Bong ganó en 2020 el premio Óscar al mejor director y también a la mejor película, película internacional y guion original.

## Filmografía

### Cine
| Año  | Película                | Acreditado como | Acreditado como | Acreditado como |
| Año  | Película                | Director        | Escritor        | Productor       |
| ---- | ----------------------- | --------------- | --------------- | --------------- |
| 1997 | Motel Cactus            | No              | Sí              | No              |
| 1999 | Phantom: The Submarine  | No              | Sí              | No              |
| 2000 | Barking Dogs Never Bite | Sí              | Sí              | No              |
| 2003 | Memorias de un asesino  | Sí              | Sí              | No              |
| 2005 | Antarctic Journal       | No              | Sí              | No              |
| 2006 | The Host                | Sí              | Sí              | No              |
| 2009 | Mother                  | Sí              | Sí              | No              |
| 2013 | Snowpiercer             | Sí              | Sí              | No              |
| 2014 | Sea Fog                 | No              | Sí              | Sí              |
| 2017 | Okja                    | Sí              | Sí              | Sí              |
| 2019 | Parásitos               | Sí              | Sí              | Sí              |
| 2025 | Mickey 17               | Sí              | Sí              | Sí              |

### Televisión
| Año  | Título      | Productor | Notas                           |
| ---- | ----------- | --------- | ------------------------------- |
| 2020 | Snowpiercer | Sí        | productor ejecutivo             |
| TBA  | Parasite    | Sí        | productor ejecutivo; Miniseries |

### Cortometrajes
| Año  | Película                               | Segmento      | Acreditado como | Acreditado como |
| Año  | Película                               | Segmento      | Director        | Escritor        |
| ---- | -------------------------------------- | ------------- | --------------- | --------------- |
| 1994 | Baeksaekin (White Man)                 | —             | Sí              | Sí              |
| 1994 | Incoherence                            | —             | Sí              | Sí              |
| 1994 | The Memories in My Frame               | —             | Sí              | Sí              |
| 2003 | Twentidentity                          | Sink & Rise   | Sí              | Sí              |
| 2004 | Digital Short Films by Three Directors | Influenza     | Sí              | Sí              |
| 2008 | Tokyo!                                 | Shaking Tokyo | Sí              | Sí              |
| 2011 | 3.11 A Sense of Home                   | Iki           | Sí              | Sí              |

### Actuación
| Año  | Película          | Rol                |
| ---- | ----------------- | ------------------ |
| 1994 | Incoherence       | Delivery Boy       |
| 2002 | No Blood No Tears | Detective (cameo)  |
| 2008 | Crush and Blush   | Maestro (cameo)    |
| 2012 | Doomsday Book     | Lee Jun-ho (cameo) |

### Documentales
| Año  | Título                                        |
| ---- | --------------------------------------------- |
| 2006 | Two or Three Things I Know about Kim Ki-young |
| 2011 | Kurosawa's Way                                |
| 2012 | Ari Ari the Korean Cinema                     |

Filmografía tomada de: Korean Movie Database

## Premios y distinciones

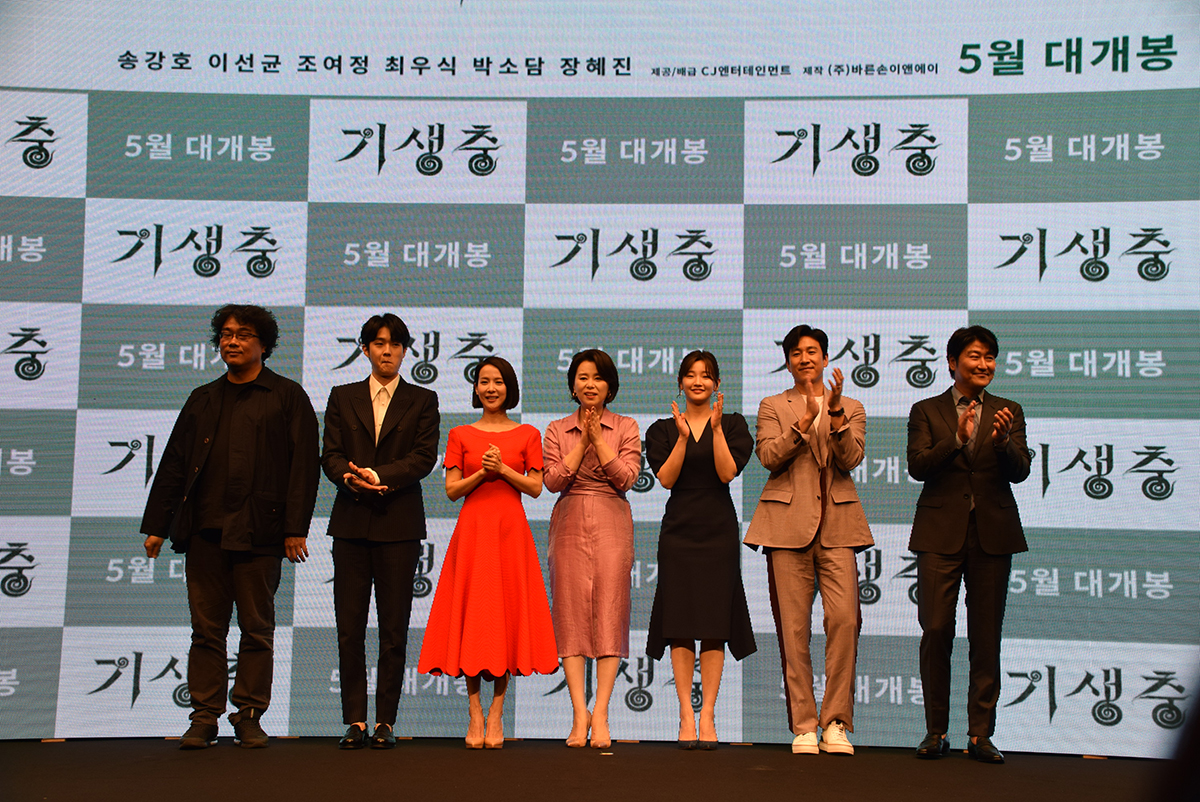
Bong Joon-ho (junto al reparto) en la presentación de la oscarizada película Parásitos

Festival Internacional de Cine de Cannes
| Año  | Categoría    | Película  | Resultado |
| ---- | ------------ | --------- | --------- |
| 2019 | Palma de Oro | Parásitos | Ganador   |

Festival Internacional de Cine de San Sebastián
| Año  | Categoría                                | Película               | Resultado |
| ---- | ---------------------------------------- | ---------------------- | --------- |
| 2003 | Premio Concha de Plata al mejor director | Memorias de un asesino | Ganador   |
| 2003 | Premio Nuevos Directores                 | Memorias de un asesino | Ganador   |
| 2003 | Premio FIPRESCI                          | Memorias de un asesino | Ganador   |

2001
- Festival Internacional de Cine de Hong Kong Premio FIPRESCI para jóvenes cineastas asiáticos, por Barking Dogs Never Bite
- Festival de Cine Slamdance, Mejor edición, por Barking Dogs Never Bite

2003
- Festival de Cine de Turín, Premio a mejor guion, premio de la audiencia, por Memorias de un asesino
- Festival Internacional de Cine de Tokio, Premio film asiático, por Memorias de un asesino

2006
- Festival de Cine de Sitges, Premio Mejores Efectos especiales y Expreso de Oriente, por mejor film asiático, por The Host

2007
- Festival Internacional de Cine de Oporto, Mejor Director, por The Host

2020
- Premios Óscar, Mejor Guion Original.
- Premios Óscar, Mejor Director.
- Premios Óscar, Mejor Película, por Parásitos.
- Premios Óscar, Mejor Película extranjera, por Parásitos.

2021
- Presidente del jurado de la 78.ª edición del Festival Internacional del Cine de Venecia